# Кузнецов, Михаил Михайлович (партийный деятель)
Михаи́л Миха́йлович Кузнецо́в (1912-?) — советский партийный и государственный деятель. Депутат Верховного Совета СССР 7 созыва.

## Биография
Родился в 1912 году. В 1939 году окончил Омский сельскохозяйственный институт, позже — Высшую партийную школу при ЦК КПСС.
С 1939 года — агроном, заместитель начальника отдела, заведующий Приморским краевым зооветеринарным отделом, заместитель заведующего сельскохозяйственным отделом Приморского краевого комитета ВКП(б), 1-й секретарь районного комитета ВКП(б), начальник Приморского краевого управления сельского хозяйства, заведующий сельскохозяйственным отделом Приморского краевого комитета КПСС.
?-1.1963 — секретарь Приморского сельского краевого комитета КПСС.
1.1963-12.1964 — 1-й секретарь Приморского сельского краевого комитета КПСС.
12.1964-2.1970 — председатель Исполнительного комитета Приморского краевого Совета.
1970—1972 — заведующий сектором Министерства сельского хозяйства РСФСР.